# Staša Jílovská
Staša Jílovská est une journaliste et traductrice tchécoslovaque née le 20 février 1898 et décédée le 8 juillet 1955.

## Biographie
Petite fille de Julius Grégr (cs), elle fit ses études secondaires au gymnasium Minerva où elle rencontra et devint la meilleure ami de Milena Jesenská. Elle s'inscrivit ensuite en 1916 à l'université Charles de Prague où elle étudia la philologie et le français, et elle obtint un diplôme avant la naissance de ses deux filles jumelles en 1919, Staša Fleischmann et Olga Housková (cs).
Bien qu'elle n'ait pas pu finir ses études, elle a pu collaborer avec Josef Váchal (de), Josef Florian et Karel Čapek.
De 1922 à 1926, elle tint la rubrique mode de Tribuna et, de 1926 à 1928, de concert avec Milena, elle s'occupa de celle de Pestrý týden. Cela lui permit de rencontrer Adolf Hoffmeister et ne l'empêcha pas de contribuer aux revues Hvězda et Eva (revistă) (ro).
Elle s'occupa aussi pendant un an de la Vest pocket revue (cs) du Théâtre libéré en 1929, étant très proche de Jiří Voskovec et Jan Werich, et Rudolf Jílovský étant le père de ses enfants. De 1931 à 1936, elle contribua à Světozor et à l'encyclopédie de Jan Otto, Ottův slovník naučný (cs). Entre 1936 et 1938, on vit son nom dans Novina.
Sans emploi pendant la guerre, grâce à Adolf Hoffmeister, elle travailla ensuite dans un ministère jusqu'en 1952, puis fut à l'Union tchécoslovaque des artistes, consacrant le reste de son temps à de multiples traductions. Le Théâtre national avait déjà présenté des pièces dans ses traductions entre 1926 et 1930.
Elle fut membre du Parti communiste tchécoslovaque de 1945 jusqu'à sa mort.

## Kafka
C'est à son domicile du 41 rue Štěpánská (cs) que Franz Kafka venait chercher les lettres que lui adressait Milena Jesenská, son mari étant jaloux.
Elle aurait donné son nom à l'héroïne d'un roman de Max Brod de 1927, Die Frau, nach der man sich sehnt, qui fut adapté au cinéma en 1929 dans L'Énigme avec Marlene Dietrich dans le rôle de Stascha.
Elle joua un rôle dans la publication des textes de Kafka, notamment auprès de Josef Florian, dont elle tenait le bureau pragois et avec qui elle correspondait

## Milena
Meilleure amie de Milena, avec qui elle fréquenta le Café Arco (de), elles restèrent en lien, passant par exemple en 1930 des vacances avec leurs enfants respectifs en Belgique où, bronzant à moitié nues dans les dunes, Staša Jílovská dut employer son français le moins châtié pour éloigner le curé qui les observait.

## Traductions
- 1930 D. H. Lawrence : Milenec lady Chatterleyové
- 1930 H. G. Wells : Ostrov slepců
- 1930 Gustave Flaubert : Citová výchova
- 1930 John Galsworthy : Svár
- 1932 Radclyffe Hall : Nerozžatá lampa
- 1932 Colette : Ta druhá
- 1933 Aldous Huxley : Paralely lásky
- 1933 Ch. Morley : Děti ve snách
- 1933 Ernest Hemingway : Pět stováků
- 1943 Francis Stuart : Most
- 1947 Howard Fast : Černí a bílí
- 1947 Arnold Bennett : Hotel Imperial
- 1947 Howard Fast : Občan Tom Paine